# ياديفيريه
ياديفيريه (بالإستونية: Jädivere)، قرية تتبع دائرة ماريما في مقاطعة رابلا غرب إستونيا.